# زاویه استیرلی
زاویه استیرلی (فرانسوی: Xavier Stierli‎; ۲۹ اکتبر ۱۹۴۰) بازیکن فوتبال اهل سوئیس بود.
از باشگاه‌هایی که در آن بازی کرده‌است می‌توان به باشگاه فوتبال زوریخ اشاره کرد.
وی همچنین در تیم ملی فوتبال سوئیس بازی کرده‌است.